# Дефранс, Жан-Мари Антуан
Жан-Мари Антуан Дефранс (фр. Jean-Marie Antoine Defrance; 1771—1835) — французский военный деятель, дивизионный генерал (1811 год), граф (1808 год), участник революционных и наполеоновских войн. Имя генерала выбито на Триумфальной арке в Париже.

## Биография
Будущий генерал родился в семье Жан-Клода Дефранса (фр. Jean-Claude Defrance; 1742—1807), врача, депутата Конвента, Совета пятисот и Законодательного корпуса и его супруги Жанны Шомпре (фр. Claude Jeanne Chompré; 1747—1818), поэтессы. Приходился внуком учёному-педагогу Пьера Шомпре.
Жан-Мари получил образование в военной школе Ребе, где до 1788 года его отец работал врачом. В июле 1789 года, после начала Революции, вступил волонтёром в Национальную гвардию Ребе. В августе 1791 года участвовал в боевых действиях во время первого восстания чернокожих в Санто-Доминго в составе волонтёров драгун Капа. После возвращения во Францию 10 июня 1792 года вступил в 3-й национальный федеративный батальон. 25 июля 1792 года был избран младшим лейтенантом 3-й роты данного батальона. Служил в Северной армии. Выполнял функции офицера для поручений генерала Дюу в лагере Суасон. Был отправлен с заданиями к генералам Дюмурье, затем к Келлерману. 20 сентября 1792 года участвовал в первой победе французов при Вальми. Затем присоединился к своему батальону в Камбре и 6 ноября принял участие в сражении при Жемаппе. 17 февраля 1793 года стал квартирмейстером-казначеем своего батальона. 10 апреля 1793 года переведён в 7-й кавалерийский полк с повышением в звании до лейтенанта. 28 августа 1793 года стал капитаном и 15 сентября возглавил роту 1-го эскадрона Нижней Сены. Однако заболел в Руане, и с 4 ноября исполнял функции комиссара инспекции депо лёгкой кавалерии Арденнской армии в Сен-Мийеле. 19 апреля 1794 года переведён в депо Вердена. 6 апреля 1795 года возглавил роту 16-го конно-егерского полка в Алансоне, а через пять дней оказался в 11-м конно-егерском.
13 июня 1795 года произведён в полковники штаба и служил во Внутренней армии. 24 июля стал начальником штаба в дивизии Фавро в Лане. 12 марта 1796 года — начальник штаба дивизии Юэ в Руане. 26 сентября 1796 года был отправлен в отставку из-за реформы в армии.
1 февраля 1799 года возвратился к активной службе с назначением в Майнцскую армию генерала Журдана в качестве начальника штаба 6-й дивизии Ферино. Сражался 25 марта при Штокахе. 20 апреля был назначен начальником штаба дивизии генерала Тарро в составе Дунайской армии. 22 сентября был произведён в бригадные генералы и 25—26 сентября отличился в сражении при Цюрихе. Однако Жан-Мари отказался от повышения, и попросил возглавить конно-егерский полк, с которым он отличился в Швейцарии. 29 ноября 1799 года временно возглавил 11-й конно-егерский полк в Бале. 12 марта 1800 года переведён в штаб Итальянской армии генерала Монсея, 14 марта 1800 года стал командиром 12-го конно-егерского полка. С 7 апреля 1800 года сражался в составе кавалерийского резерва генерала Нансути Рейнской армии, отличился 3 мая при Штокахе, 5 мая при Мескирхе и 10 мая при Меммингене. 11 мая придан дивизии Вандама. 15 мая вновь переведён в Итальянскую армию и 14 июня 1800 года принял участие в сражении при Маренго.
После заключения Люневильского мира возвратился во Францию и с декабря 1803 года служил в лагере Сент-Омер в составе дивизии Бурсье. 17 июля 1804 года получил почётную должность шталмейстера Императора.
1 февраля 1805 года произведён в бригадные генералы. 7 сентября 1805 года в Париже женился на дочери ювелира Софие Фонсье (фр. Catherine Sophie Foncier; 1786—1866), в браке с которой у него родились два сына и две дочери. Дефранс участвовал в Австрийской кампании 1805 года в свите Наполеона.
20 сентября 1806 года стал командиром 1-й бригады карабинеров 1-й дивизии тяжёлой кавалерии генерала Нансути. Участвовал в кампаниях 1806-07 годов, сражался 14 октября 1806 года при Йене, 10 марта 1807 года при Вилленберге, 9 июня 1807 года при Гуттштадте и 14 июня 1807 года при Фридланде. Принимал участие в Австрийской кампании 1809 года, отличился в сражениях при Ландсхуте и Регенсбурге, ранен при Ваграме. 3 июля 1810 года его бригада расформирована.
С 19 июля 1810 года без служебного назначения. 18 марта 1811 года возглавил подвижную колонну для розыска уклонистов и дезертиров в 11-м и 20-м военных округах. 22 марта был отправлен с миссией сообщить о рождении сына Наполеона к королю Испании Жозефу. 1 июня стал инспектором кавалерийских депо в Ньоре и Сенте.
31 июля 1811 года произведён в дивизионные генералы. 9 января 1812 года был назначен командиром 4-й дивизии тяжёлой кавалерии, которая 15 февраля вошла в состав 2-го кавалерийского корпуса генерала Монбрена. Участвовал в Русском кампании, прославился храбростью в сражении при Бородино, где возглавлял знаменитую атаку кирасир на Большой редут. Участвовал в сражении при Винково. При отступлении был капитаном Священного эскадрона. 2 февраля 1813 года прибыл в Майнц. 15 февраля вновь возглавил 4-ю дивизию в Меце. 25 марта был включён в состав 3-го корпуса резервной кавалерии генерала Арриги участвовал в Саксонской кампании 1813 года. 7 июня оборонял Лейпциг. 6 сентября сражался при Денневице. 12 октября был при Дессау. С 16 по 19 октября участвовал в битве народов.
29 ноября 1813 года назначен генеральным инспектором ремонтного депо. 3 января 1814 года возглавил вместо генерала Беркейма дивизию из четырёх полков Почётной гвардии в Шампани, отличился в сражениях при Ла-Ротьере, Монмирале, Шато-Тьерри, Реймсе и Арси-сюр-Обе.
При первой Реставрации выказал лояльность по отношению к Бурбонам и 3 июня занял пост генерального инспектора 12-го военного округа. Во время «Ста дней» присоединился к Императору и 12 мая 1815 года назначен комендантом кавалерийского депо 18-го военного округа в Труа. После второй Реставрации отстранён со службы, но уже в 1816 году назначен генеральным инспектором кавалерии, а с 20 января 1819 года по 9 января 1822 года возглавлял 1-й военный округ в Париже. В 1820 году — конюший Королевской кавалькады. До самой смерти продолжал занимать должности генерального инспектора кавалерии в различных военных округах.
Умер 6 июля 1835 года в возрасте 63 лет в Эпине-сюр-Сене.

## Воинские звания
- Солдат (август 1791 года);
- Младший лейтенант (25 июля 1792 года);
- Лейтенант (10 апреля 1793 года);
- Капитан (28 августа 1793 года);
- Полковник штаба (13 июня 1795 года);
- Бригадный генерал (1 февраля 1805 года);
- Дивизионный генерал (31 июля 1811 года).

## Титулы
- Граф Дефранс и Империи (фр. comte Defrance et de l'Empire; декрет от 19 марта 1808 года, патент подтверждён 2 июля 1808 года в Байонне)[2][3].

## Награды
Легионер ордена Почётного легиона (11 декабря 1803 года)
 Офицер ордена Почётного легиона (14 июня 1804 года)
 Кавалер баварского ордена Льва (29 января 1807 года)
 Коммандан ордена Почётного легиона (14 мая 1807 года)
 Кавалер баварского Военного ордена Максимилиана Иосифа (13 июля 1807 года)
 Кавалер ордена Железной короны (23 декабря 1807 года)
 Великий офицер ордена Почётного легиона (2 апреля 1814 года)
 Кавалер военного ордена Святого Людовика (19 июля 1814 года)
 Командор военного ордена Святого Людовика (24 августа 1820 года)
 Большой крест ордена Почётного легиона (30 октября 1829 года)